# Aubeberget
Koordinaten: 58° 57′ 36,5″ N, 5° 37′ 6″ O
 Aubeberget (norwegisch Aubeberget) ist der Name eines Berges unweit des Hafrsfjordes in Sør-Sunde, bei Stavanger im Fylke Rogaland in Norwegen.
Bekannt ist der Berg vor allem bei Archäologen: Unterhalb des Aubeberget unweit der Hafrsfjord Brücke befinden sich die Felsritzungen vom Aubeberget, drei Felder mit 96 Petroglyphen, vor allem Schiffsfiguren, Ringe und Schälchen. Die Figuren sind rot ausgemalt.